# Cybaeus
Cybaeus är ett släkte av spindlar. Cybaeus ingår i familjen vattenspindlar.

## Dottertaxa tillCybaeus, i alfabetisk ordning[1]
- Cybaeus abchasicus
- Cybaeus adenes
- Cybaeus aizuensis
- Cybaeus akiensis
- Cybaeus amicus
- Cybaeus angustiarum
- Cybaeus aokii
- Cybaeus aquilonalis
- Cybaeus asahi
- Cybaeus aspenicolens
- Cybaeus balkanus
- Cybaeus bam
- Cybaeus basarukini
- Cybaeus biwaensis
- Cybaeus blasbes
- Cybaeus brignolii
- Cybaeus broni
- Cybaeus bulbosus
- Cybaeus cascadius
- Cybaeus communis
- Cybaeus confrantis
- Cybaeus conservans
- Cybaeus consocius
- Cybaeus constrictus
- Cybaeus cribelloides
- Cybaeus cylisteus
- Cybaeus deletroneus
- Cybaeus desmaeus
- Cybaeus devius
- Cybaeus echigo
- Cybaeus echinaceus
- Cybaeus enshu
- Cybaeus eutypus
- Cybaeus fujisanus
- Cybaeus gassan
- Cybaeus giganteus
- Cybaeus gonokawa
- Cybaeus grizzlyi
- Cybaeus hatsushibai
- Cybaeus hesper
- Cybaeus hibaensis
- Cybaeus higoensis
- Cybaeus hiroshimaensis
- Cybaeus intermedius
- Cybaeus itsukiensis
- Cybaeus jaanaensis
- Cybaeus jilinensis
- Cybaeus jinsekiensis
- Cybaeus kawabensis
- Cybaeus kiiensis
- Cybaeus kiuchii
- Cybaeus kumaensis
- Cybaeus kunashirensis
- Cybaeus kunisakiensis
- Cybaeus longus
- Cybaeus maculosus
- Cybaeus magnus
- Cybaeus melanoparvus
- Cybaeus melloteei
- Cybaeus minoensis
- Cybaeus minor
- Cybaeus miyagiensis
- Cybaeus miyosii
- Cybaeus montanus
- Cybaeus monticola
- Cybaeus morosus
- Cybaeus mosanensis
- Cybaeus multnoma
- Cybaeus nipponicus
- Cybaeus nojimai
- Cybaeus obedientiarius
- Cybaeus okafujii
- Cybaeus okayamaensis
- Cybaeus patritus
- Cybaeus perditus
- Cybaeus petegarinus
- Cybaeus rarispinosus
- Cybaeus raymondi
- Cybaeus reducens
- Cybaeus reticulatus
- Cybaeus ryunoiwayaensis
- Cybaeus sanctus
- Cybaeus sasakii
- Cybaeus scopulatus
- Cybaeus septatus
- Cybaeus shingenni
- Cybaeus shoshoneus
- Cybaeus signatus
- Cybaeus signifer
- Cybaeus silicis
- Cybaeus simplex
- Cybaeus sinuosus
- Cybaeus strandi
- Cybaeus striatipes
- Cybaeus taraensis
- Cybaeus tardatus
- Cybaeus tetricus
- Cybaeus tottoriensis
- Cybaeus triangulus
- Cybaeus tsurugi
- Cybaeus tsurusakii
- Cybaeus urabandai
- Cybaeus vignai
- Cybaeus yoshiakii
- Cybaeus yoshidai